# WWE Divas Championship
Ne pas confondre avec le WWE Women's Championship (2023) ou le WWE Women's World Championship ou le WWE Women's Championship (1956-2010).
Le WWE Divas Championship (traduisible en Championnat des Divas de la WWE) est un titre de catch féminin de la WWE. Créé en 2008 par Vickie Guerrero, il est devenu l'unique championnat féminin de la fédération après son unification avec le WWE Women's Championship lors de l'évènement live en Pay-per-View WWE Night of Champions 2010. Le titre est retiré à WrestleMania 32, remplacé par le WWE Women's Championship introduit lors du Triple Threat Match par Lita. Charlotte Flair, vainqueresse dudit match, en est donc la dernière détentrice.

## Histoire du titre

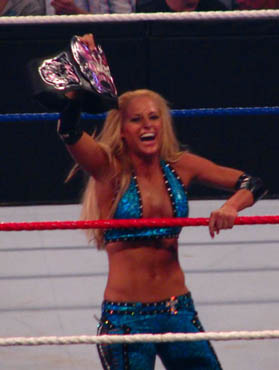
Michelle McCool, première championne des Divas.

Le titre a été créé le 6 juin 2008 à SmackDown par Vickie Guerrero, la General Manager, pour créer un équivalent au WWE Women's Championship, qui était alors et depuis 1956 le seul titre féminin de la WWE, si on exclut la courte existence du WWF Women's Tag Team Championship). 
Le premier match de championnat opposa Michelle McCool et Natalya Neidhart lors du Great American Bash 2008, chacune des deux s'étant qualifiée en remportant un match de qualifications face à d'autres catcheuses. C'est Michelle McCool battit alors la Canadienne et devint ce soir la première championne des Divas.
Elle perdit son titre lors de l'épisode de SmackDown du 26 décembre 2008 (enregistré le 22 décembre 2008) face à Maryse Ouellet.
En remportant le championnat féminin originel le 28 juin 2009, la première championne des Divas Michelle McCool devint la première femme à avoir été championne féminine de la WWE et championne des Divas au cours de sa carrière. Le 26 juillet 2009, Mickie James lui ravit le championnat des Divas pour la première fois de sa carrière, et devient la deuxième femme de l'histoire de la WWE à avoir remporté les deux titres féminins solo que défendait alors la fédération.
Le 12 octobre 2009, Jillian Hall établit le record du plus court règne du titre : elle le remporte en battant Mickie James et le perd quelques minutes plus tard face à Melina Pérez. À la suite de la blessure de cette dernière le 4 janvier 2010, le titre est rendu vacant.

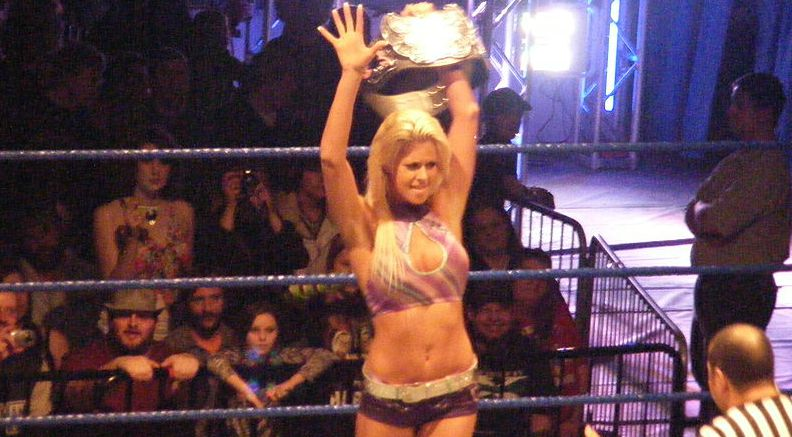
Maryse Ouellet est la première diva à avoir remporté ce titre plus d'une fois.

C'est Maryse Ouellet qui remportera le titre en battant Gail Kim à la finale d'un tournoi, devenant la première catcheuse à avoir remporté le titre deux fois au cours sa carrière.
Le 15 août 2010 à SummerSlam, Melina Pérez gagne le titre des Divas face à Alicia Fox et rejoint Maryse Ouellet pour le record de possession du titre (qui est alors de 2), et devient la troisième catcheuse à avoir remporté les deux Championnats féminin et des Divas.
Le titre a été unifié avec le Women's Championship lors de Night of Champions 2010 et la première championne sous la nouvelle appellation n'est autre que Michelle McCool, la Championne du titre sous sa première appellation. Le titre fut renommé WWE Unified Divas Championship à la suite de son unification avec le WWE Women's Championship, avant de reprendre son nom d'origine. Dès lors, la championne peut apparaître à SmackDown et défendre le titre dans les deux shows télévisés.
Le 16 septembre 2012, Eve Torres remporte pour la 3e fois le championnat des Divas face à Layla, et bat le record du nombre de règnes, qui était alors de deux.
Pour la première fois depuis son existence, le titre a été défendu lors d'un WrestleMania en 2014; WrestleMania XXX.
Le 21 septembre 2014, AJ Lee remporte pour la 3e fois le championnat des Divas face à Paige et Nikki Bella, et égale alors le record de règnes d'Eve Torres.
Le 14 septembre 2015, Nikki Bella bat le record du plus long règne, alors détenu par AJ Lee (avec 295 jours). C'est alors Charlotte Flair qui met fin à son règne de 301 jours le 20 septembre 2015 et devient la dernière championne des Divas, le titre étant ensuite retiré lors de WrestleMania 32.

## Historique des règnes
La dernière championne est Charlotte Flair, ayant remporté le titre à l'édition 2015 de Night of Champions et l'ayant conservé jusque WrestleMania 32, lors duquel il est supprimé.

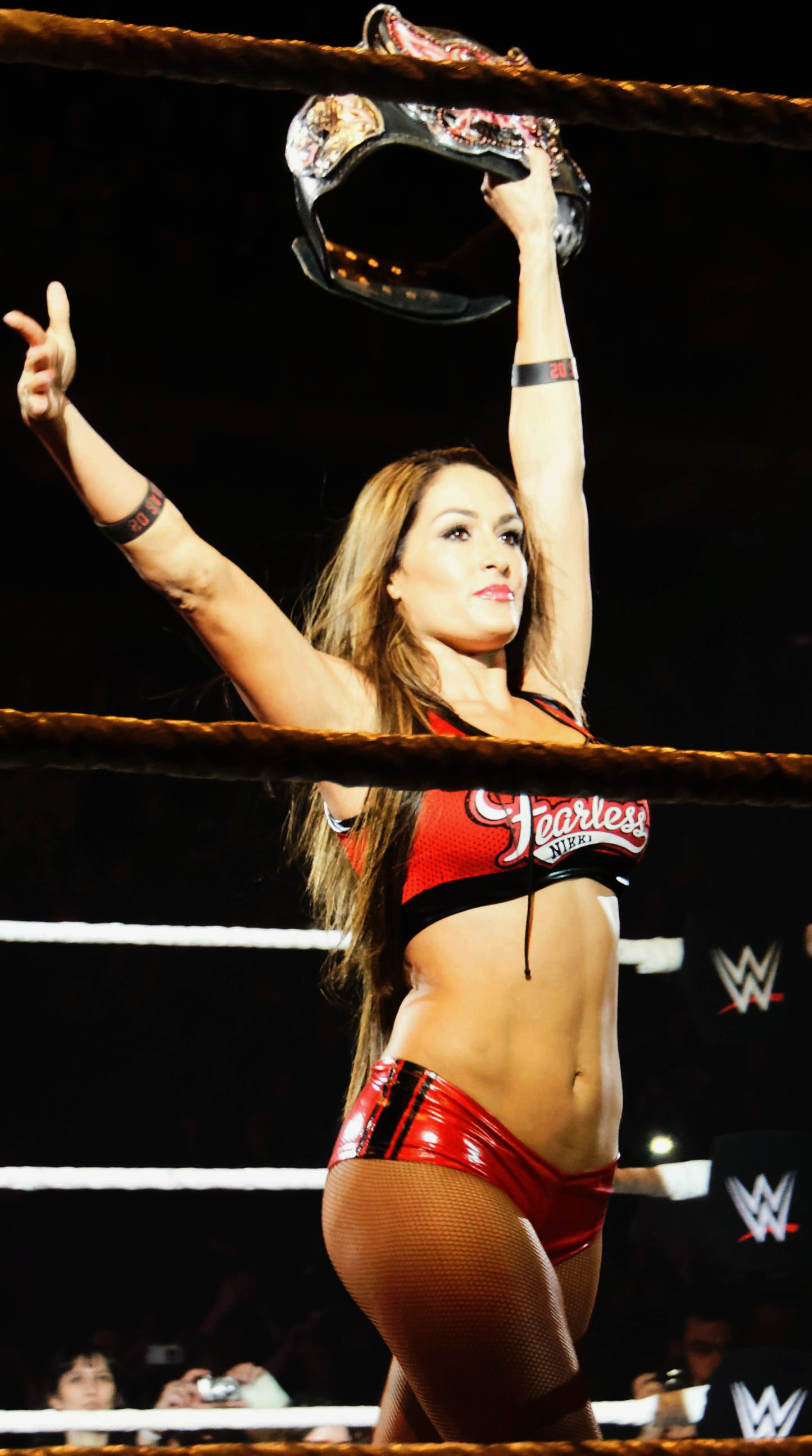
Nikki Bella est la championne des Divas ayant régné le plus longtemps : 301 jours.